# 天主教南特教區
天主教南特教區（拉丁語：Dioecesis Nannetensis）是法國一個羅馬天主教教區，屬雷恩總教區。
教區傳統上被認為成立於3世紀，首任主教是南特的聖克萊。
教區位於大西洋盧瓦爾省，2004年有教友1,049,000人（佔轄區總人口92.5%）、285個堂區、529名司鐸。現任教區主教為若望-保祿·雅姆。